# Taller Àuria
Taller Àuria SCCL és una cooperativa social d'Igualada sense ànim de lucre que té com a objectiu la integració laboral dels discapacitats.